# Saison 2021 du Fighting Irish de Notre Dame
Chronologie
Précédent Suivant
La Saison 2021 du Fighting Irish de Notre Dame est le bilan de l'équipe de football américain du Fighting Irish de Notre Dame qui représente l'Université Notre-Dame-du-Lac dans le championnat 2021 de Division 1 (anciennement I-A) du Football Bowl Subdivision (FBS) organisé par la NCAA.
Elle joue ses matchs à domicile au Notre Dame Stadium et est dirigée pour la douzième saison consécutive par l'entraîneur principal Brian Kelly. Néanmoins, le 29 novembre 2021, Kelly démissionne pour devenir l'entraîneur principal des Tigers de LSU. Il termine sa carrière à Notre Dame après 12 saisons et un bilan de 113 victoires pour 40 défaites ramené à un bilan officiel de 92 victoires pour 39 défaites à la suite des matchs annulés par la NCAA. Marcus Freeman (en) est désigné pour le remplacer et il dirige l'équipe lors du Fiesta Bowl perdu 35-37 contre les Cowboys d'Oklahoma State.
L'équipe de football américain de Notre Dame est considérée comme une équipe indépendante.

## Avant-saison

### Saison 2020
À la suite de la pandémie de Covid-19, de nombreuses conférence ayant annulé leur saison 2020 ou leurs matchs hors conférence. Notre Dame avait ainsi été autorisée à intégrer l'Atlantic Coast Conférence.
Elle termine première de la conférence ACC en fin de saison régulière (10-0, 9-0 en ACC) mais perd la finale de conférence jouée contre Clemson (10-34). Qualifiée pour le College Football Playoff (classée no 4 par le comité du CFP), elle perd la demi-finale jouée à l'occasion du Rose Bowl 2021 sur le score de 14-31 contre Alabama.
L'équipe termine finalement la saison classée no 5 par l'Associated Press avec un bilan de 10-2.

### Draft NFL 2021
Les joueurs suivants de Notre Dame ont été sélectionnés lors de la draft 2021 de la NFL :
| Tours | Choix numéro | Joueurs                 | Postes | Équipes                       |
| ----- | ------------ | ----------------------- | ------ | ----------------------------- |
| 2     | 42           | Liam Eichenberg         | OT     | Dolphins de Miami             |
| 2     | 48           | Aaron Banks (en)        | OG     | 49ers de San Francisco        |
| 2     | 52           | Jeremiah Owusu-Koramoah | ILB    | Browns de Cleveland           |
| 3     | 83           | Tommy Tremble           | TE     | Panthers de la Caroline       |
| 3     | 95           | Robert Hainsey          | OT     | Buccaneers de Tampa Bay       |
| 4     | 133          | Ian Book                | QB     | Saints de La Nouvelle-Orléans |
| 5     | 171          | Daelin Hayes            | DE     | Ravens de Baltimore           |
| 5     | 182          | Adetokunbo Ogundeji     | DE     | Falcons d'Atlanta             |
| 7     | 249          | Ben Skowronek           | WR     | Rams de Los Angeles           |

### Autres joueurs sortants
- RB/WR Jafar Armstrong (transféré chez les Fighting Illini de l'Illinois)
- DT Ja’Mion Franklin (transféré chez les Blue Devils de Duke)
- C Colin Grunhard (transféré chez les Jayhawks du Kansas)
- LB Jordan Heath (transféré chez les Bruins de l'UCLA)
- DE Ovie Oghoufo (transféré chez les Longhorns du Texas)
- OL John Olmstead (transféré chez les Léopards de Lafayette (en))
- CB Isaiah Rutherford (transféré chez les Wildcats de l'Arizona)
- DE Kofi Wardlow (transféré chez les 49ers de Charlotte)
- LB Jack Lamb (transféré chez les Buffaloes du Colorado)
- RB Jahmir Smith (transféré chez les Mountaineers d'Appalachian State)

### Changements d'entraîneurs
Clark Lea, ancien coordinateur défensif de Notre Dame, est parti chez les Commodores de Vanderbilt comme entraîneur principal. Il est remplacé par Marcus Freeman ancien coordinateur défensif des Bearcats de Cincinnati.

## Programme de la saison 2021
| Dates        | Adversaires     | Stades                                                       | TV   |
| ------------ | --------------- | ------------------------------------------------------------ | ---- |
| 5 septembre  | @ Florida State | Doak Campbell Stadium, Tallahassee, Floride (Rivalité)       | ABC  |
| 11 septembre | Toledo          | Notre Dame Stadium, Notre Dame, Indiana                      | NBC  |
| 18 septembre | Purdue          | Notre Dame Stadium, Notre Dame, Indiana (Shillelagh Trophy)  | NBC  |
| 25 septembre | Wisconsin       | Soldier Field, Chicago, Illinois (Shamrock Series)           | FOX  |
| 2 octobre    | Cincinnati      | Notre Dame Stadium, Notre Dame, Indiana                      | NBC  |
| 9 octobre    | @ Virginia Tech | Lane Stadium, Blacksburg, Virginie                           | ACCN |
| 23 octobre   | USC             | Notre Dame Stadium, Notre Dame, Indiana (Jeweled Shillelagh) | NBC  |
| 30 octobre   | North Carolina  | Notre Dame Stadium, Notre Dame, Indiana                      | NBC  |
| 6 novembre   | Navy            | Notre Dame Stadium, Notre Dame, Indiana (Rip Miller Trophy)  | NBC  |
| 13 novembre  | @ Virginia      | Scott Stadium, Charlottesville, Virginie                     | ABC  |
| 20 novembre  | Georgia Tech    | Notre Dame Stadium, Notre Dame, Indiana (Rivalité)           | NBC  |
| 27 novembre  | @ Stanford      | Stanford Stadium, Stanford, CA (Legends Trophy)              | FOX  |

## Équipe

### Encadrement
| Noms                | Postes                                                                  | Saisons à Notre Dame | Alma Mater (Année)        |
| ------------------- | ----------------------------------------------------------------------- | -------------------- | ------------------------- |
| Brian Kelly         | Entraîneur principal                                                    | 12e                  | Assumption (en) (1982)    |
| Mike Elston (en)    | Assistant de l'entraîneur principal et entraîneur de la ligne défensive | 12e                  | Michigan (1998)           |
| Brian Polian (en)   | Coordinateur des équipes spéciales/ coordinateur du recrutement         | 10e                  | John-Carroll (1997)       |
| Jeff Quinn (en)     | Entraîneur de la ligne offensive                                        | 7e                   | Elmhurst (en) (1984)      |
| Marcus Freeman (en) | Coordinateur défensif et entraîneur des linebackers                     | 1re                  | Ohio State (2011)         |
| John McNulty (en)   | Entraîneur des tight-ends                                               | 2e                   | Penn State (?)            |
| Lance Taylor        | Coordinateur du jeu de course et entraîneur des running backs           | 3e                   | Alabama (2003)            |
| Terry Joseph        | Coordinateur du jeu de passe et entraîneur des defensive backs          | 4e                   | Northwestern State (1996) |
| Del Alexander (en)  | Entraîneur des wide receivers                                           | 5e                   | USC (1995)                |
| Tom Rees (en)       | Coordinateur de l'attaque et entraîneur des quarterbacks                | 5e                   | Notre-Dame (2013)         |
| Matt Balis          | Directeur de la performance                                             | 5e                   | Northern Illinois (1996)  |
| Mike Mickens (en)   | Entraîneur des cornerbacks                                              | 2e                   | Cincinnati (2011)         |
| Ron Powlus (en)     | Assistant directeur sportif                                             | 2e                   | Notre-Dame (1997)         |
| Olivia Mitchell     | Directrice des opérations football                                      | 2e                   | Notre-Dame (2016)         |

## Résultats
| Semaines | Dates        | Stades                                                   | Adversaires     | Résultats   | Statistiques | Rankings AP/Coaches/CFP | Assistances |
| -------- | ------------ | -------------------------------------------------------- | --------------- | ----------- | ------------ | ----------------------- | ----------- |
| 1        | 5 septembre  | Doak Campbell Stadium • Tallahassee, FL (Rivalité)       | @ FSU           | G, 41 ET 38 | 01 - 0       | 9 / 7 / NE              | 79 560      |
| 2        | 11 septembre | Notre Dame Stadium • South Bend, IN                      | Toledo          | G, 32 - 29  | 02 - 0       | 8 / 7 / NE              | 62 009      |
| 3        | 18 septembre | Notre Dame Stadium • South Bend, IN (Shillelagh Trophy)  | Purdue          | G, 27 - 13  | 03 - 0       | 12 / 10 / NE            | 74 341      |
| 4        | 25 septembre | Soldier Field • Chicago, IL (Shamrock Series)            | Wisconsin       | G, 41 - 13  | 04 - 0       | 12 / 10 / NE            | 59 571      |
| 5        | 2 octobre    | Notre Dame Stadium • South Bend, IN                      | Cincinnati      | P, 13 - 24  | 04 - 1       | 9 / 7 / NE              | 77 622      |
| 6        | 9 octobre    | Lane Stadium • Blacksburg, VA                            | @ Virginia Tech | G, 32 - 29  | 05 - 1       | 14 / 13 / NE            | 65 632      |
| 7        | 23 octobre   | Notre Dame Stadium • South Bend, IN (Jeweled Shillelagh) | USC             | G, 31 - 16  | 06 - 1       | 14 / 13 / NE            | 77 622      |
| 8        | 30 octobre   | Notre Dame Stadium • South Bend, IN (Rivalité)           | North Carolina  | G, 44 - 34  | 07 - 1       | 11 / 11 / NE            | 71 018      |
| 9        | 6 novembre   | Notre Dame Stadium • South Bend, IN (Rip Miller Trophy)  | Navy            | G, 34 - 06  | 08 - 1       | 8 / 8 / 10              | 77 096      |
| 10       | 13 novembre  | Scott Stadium • Charlottesville, VA                      | @ Virginia      | G, 28- 03   | 09 - 1       | 7 / 7 / 9               | 48 584      |
| 11       | 20 novembre  | Notre Dame Stadium • South Bend, IN (Rivalité)           | Georgia Tech    | G, 55- 0    | 10 - 1       | 6 / 6 / 8               | 70 011      |
| 12       | 27 novembre  | Stanford Stadium • Stanford, CA (Legends Trophy)         | @ Stanford      | G, 45 - 14  | 11 - 1       | 5 / 5 / 6               | 31 571      |

| Match            | Date             | Stade                                 | Adversaire     | Résultat | Statistique | Classements AP/Coaches/CFP           | Assistance |
| Fiesta Bowl 2022 | 1er janvier 2022 | State Farm Stadium, Glendale, Arizona | Oklahoma State | 35 - 37  | 11 - 2      | 5 / 5 / 5 après le bowl : NE / 8 / 9 | 49 550     |

## Classements au cours de la saison 2021
L'évolution au fil des semaines du classement CFP (ainsi que ceux des médias AP et USA Today Coaches) peut être visualisée sur cette page.
| 2021 | Semaines | Semaines | Semaines | Semaines | Semaines | Semaines | Semaines | Semaines | Semaines | Semaines | Semaines | Semaines | Semaines | Semaines | Semaines | Semaines | Semaines |
| --- | -------- | -------- | -------- | -------- | -------- | -------- | -------- | -------- | -------- | -------- | -------- | -------- | -------- | -------- | -------- | -------- | -------- |
| Polls | Pré.     | 1        | 2        | 3        | 4        | 5        | 6        | 7        | 8        | 9        | 10       | 11       | 12       | 13       |          | 14       | Final*   |
| AP | 9        | 8        | 12       | 12       | 9        | 14       | 14       | 13       | 11       | 8        | 7        | 6        | 5        | 6        | 5        | 8        |          |
| Coaches | 7        | 7        | 10       | 10       | 7        | 13       | 13       | 13       | 11       | 8        | 7        | 6        | 5        | 6        | 5        | 9        |          |
| C.F.P | NE       | NE       | NE       | NE       | NE       | NE       | NE       | NE       | NE       | 10       | 9        | 8        | 6        | 8        | 5        | NE       |          |
| Légende : NE signifie que le classement n'est PAS PUBLIÉ - - NC signifie que l'équipe est NON CLASSÉE dans le top 25 des divers classements # indique le ranking de l'équipe AVANT le match de la semaine - - * classement final APRES l'éventuel Bowl ou les matchs du CFP |          |          |          |          |          |          |          |          |          |          |          |          |          |          |          |          |          |

## Classement final des équipes indépendantes
| Place | Équipes                               | Bilans  |
| ----- | ------------------------------------- | ------- |
| 1     | no 8(AP) Fighting Irish de Notre Dame | 11 - 02 |
| 2     | no 19(AP) Cougars de BYU              | 10 - 03 |
| 3     | Black Knights de l'Army               | 09 -0 4 |
| 4     | Flames de Liberty                     | 08 - 05 |
| 5     | Aggies de New Mexico State            | 02 - 10 |
| 6     | Minutemen et Minutewomen de l'UMass   | 01 - 11 |
| 6     | Huskies du Connecticut                | 01 - 11 |